# Rafał Skarbek-Malczewski
Rafał Skarbek-Malczewski (ur. 7 października 1982 w Cieszynie) – polski snowboardzista, olimpijczyk.
Startował na Igrzyskach w Turynie. W snowcrossie zajął 22. miejsce.